# Hoét đa sắc
Hoét đa sắc (danh pháp hai phần: Ixoreus naevius) là một loài chim thuộc họ Hoét. Loài này có họ hàng gần với các chi hoét Tân thế giới khác, như nhánh chứa [Cichlopsis+Entomodestes] và nhánh chứa nhóm [Ridgwayia+Hylocichla]+ Catharus.
Hoét đa sắc sinh sản ở tây Bắc Mỹ từ Alaska đến bắc California. Nó là loài chim di cư, với các nhóm sinh sản ở miền bắc di chuyển xuống phía nam trong vòng hoặc quá phạm vi sinh sản. Các quần thể ở nơi khác chỉ di chuyển theo độ cao.

## Phân loài
- I. n. meruloides – (Swainson, 1832)
- I. n. naevius – (Gmelin, J.F., 1789)
- I. n. carlottae – (Phillips, A.R., 1991)
- I. n. godfreii – (Phillips, A.R., 1991)

## Hình ảnh

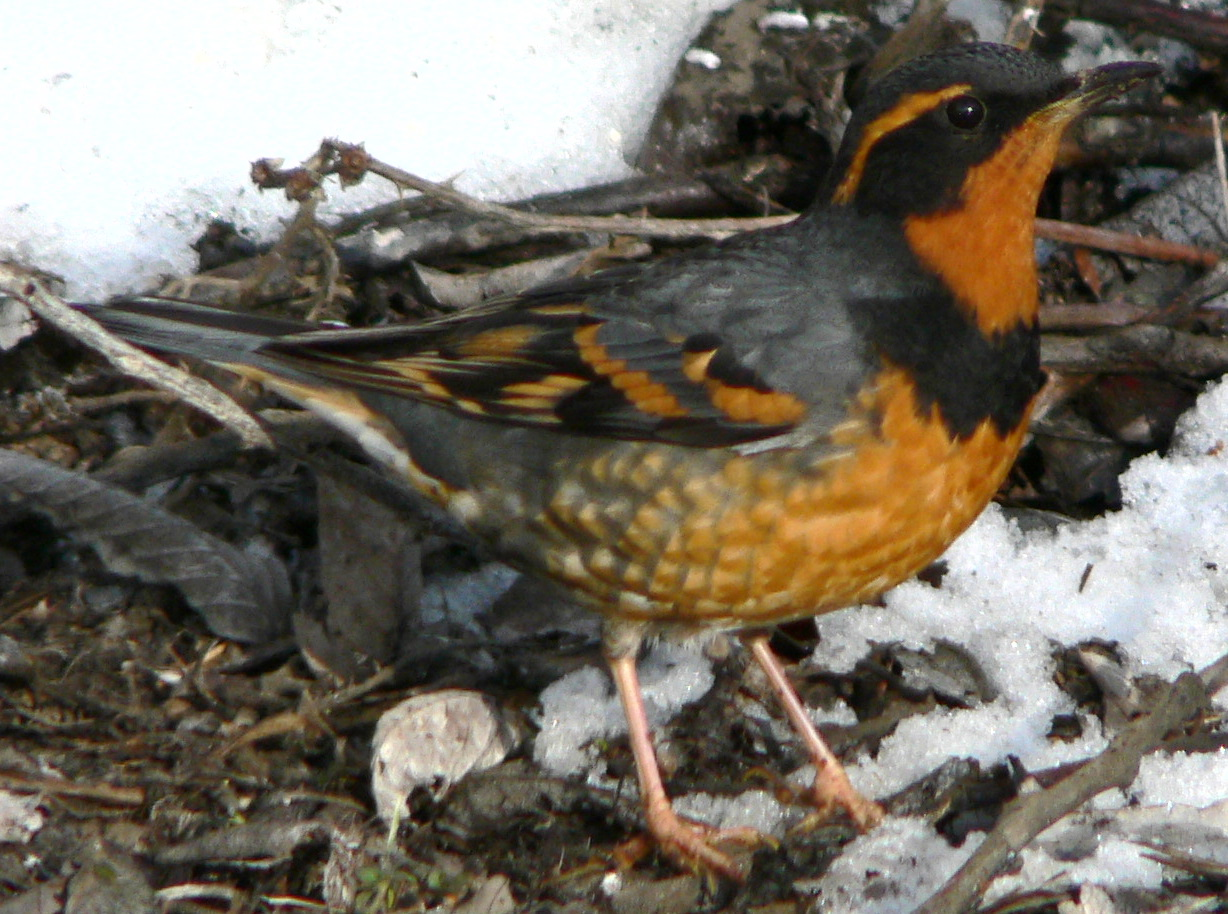

- Tập tin:Varied-thrush.jpg